# Cerutti Mastodont site
De Cerutti mastodont site is een paleontologische en mogelijk archeologische site in San Diego County, Zuid-Californië, Verenigde Staten, waar in november 1992 door Richard Cerutti fossiele beenderen werden gevonden van een mastodont en keien, waarmee de botten leken te zijn ingeslagen. 
In april 2017 werd er verslag van gedaan in het tijdschrift Nature. Er is sindsdien controverse over, aangezien de beenderen zijn gedateerd op ca. 130.700 jaar geleden. Dit is ten tijde van het middenpaleolithicum van Eurazië, de tijd van de neanderthaler in Europa en de denisovamens in Oost-Azië, en vér vóór volgens wetenschappelijke consensus de oudste bewoners van Amerika het land binnenkwamen (gesteld op 13.000 tot 16.000 jaar geleden).
De botten werden gevonden, samen met keien tussen fijn zand. Er waren splinters van botten en de beenderen toonden sporen van geweld, ze waren ingeslagen, wellicht om het merg uit de botten te halen. Het dier zou niet door menselijke jagers zijn gedood. De veronderstelde nog niet geïdentificeerde vroege mensen sloegen slechts in op een karkas en namen delen mee. Verschillende botten ontbraken en de gevonden botten waren op een "vreemde" manier gebroken. Ook stond er een slagtand verticaal rechtop. Volgens de onderzoekers zouden de keien als hamer en aambeeld zijn gebruikt om de sporen op de botten te veroorzaken.
De vondst werd gedaan door Richard Cerutti, tijdens het monitoren van een aanleg van een nieuwe snelweg door het California Department of Transportation. Daarbij houdt de afdeling paleontologie van het San Diego Natural History museum een oogje in het zeil, om bijtijds fossielen veilig te stellen. Cerutti stopte het werk aan de weg en riep zijn baas, dr. Tom Deméré erbij. Er werden metingen gedaan met radiometrische technieken, maar de uitslagen werden niet vertrouwd en de site werd dichtgegooid en verlaten. De opgraving werd 25 jaar gestaakt, tot er in 2014 een nieuwe techniek kon worden gebruikt: 230 Th/U radiometrisch dateren. Deméré stuurde verschillende botten van de mastodont op naar geoloog Jim Paces van de US Geological Survey in Colorado. De uitslag was dat de botten met zekerheid 130.000 jaar geleden waren begraven. 
Een team van experts werd samengesteld voor verder onderzoek en voor het maken van een verslag: Tom Deméré, Richard Cerutti, dr. Steve Holen, curator van archeologie aan het Denver Museum of Nature and Science, professor Daniel Fisher van het Department of Earth and Environmental Sciences, University of Michigan, dr. Richard Fullager van het Centre for Archaeological Science, University of Wollongong en dr. James Paces, Research Geologist van de US Geological Survey. 
Later bleek echter dat de vermeende sporen op de botten van de mastodont door bulldozers veroorzaakt waren, die begin jaren 90 begonnen waren met de bouw van een snelweg.